# Кокилл
Коки́лл (англ. Coquille) — город и административный центр округа Кус в штате Орегон на северо-западе США. По данным переписи 2010 года, численность населения составляла 3866 человек. Город получил свое название от индейского племени «кокиль».

## География
По данным Бюро переписи населения Соединенных Штатов, общая площадь города — 7,25 км², из которых 7,15 км² — земля и 0,10 км² — вода.

### Климат
Самая высокая температура, установленная 22 сентября 2009 года составляла 40 °C. Рекордно низкая температура −13,3 °C, была установлена 22 декабря 1990 года.
Согласно классификации климата Кеппена, город Кокилл имеет теплый летний средиземноморский климат .

## Демография

### Перепись 2010
По данным переписи 2010 года, в городе проживало 3866 человек, 1640 домашних хозяйств и 1036 семей. На территории города насчитывалось 1828 жилых строений. Расовый состав населения:
- белые — 92,5 %
- афроамериканцы — 0,4 %
- коренные американцы — 1,9 %
- азиаты — 0,5 %
- гавайцев — 0,1 %
- представители других рас — 1,7 %. Испаноговорящие составили 5,3 % от всех жителей города.

Существовало 1640 домашних хозяйств, из которых 26,7 % имели детей в возрасте до 18 лет, проживающих вместе, 48 % были супружескими парами, живущими вместе, 11,3 % домашних хозяйств представляли женщины без супруга, 3,9 % домашних хозяйств — мужчины, не имеющие жен, 31,2 % семейств состояли из одного человека, 15,4 % состояли из престарелых людей (65 лет и старше). Средний размер домохозяйства −2,30 человека, а семьи-2,84 человека.
Средний возраст жителей города составлял 45,5 лет. 20,7 % жителей были моложе 18 лет; 7,6 % — в возрасте от 18 до 24 лет; 21,2 % — от 25 до 44 лет; 29,9 % — от 45 до 64 лет; и 20,6 % — в возрасте 65 лет и старше. Гендерный состав населения города составил 48,8 % мужчин и 51,2 % женщин.

### Перепись 2000
По данным переписи населения 2000 года, в городе проживало 4184 человека, 1 686 домашних хозяйств и 1 129 семей. На территории города насчитывалось 1850 жилых строений. Расовый состав населения:
- белые — 92,64 %
- афроамериканцы — 0,50 %
- коренных американцев — 1,77 %
- азиатов — 0,36 %
- гавайцев — 0,14 %
- представители других рас — 1,60, Испаноговорящие составили 4,09 % от всех жителей города.

Существовало 1686 домашних хозяйств, из которых 28,2 % имели детей в возрасте до 18 лет, проживающих вместе с ними, 51,1 % составляли совместно проживающие супружеские пары, 12 % — женщины-домохозяйки, не имеющие мужа. 28,1 % всех домашних хозяйств состояли из одного человека и в 14,8 % состояли из престарелых людей (65 лет и старше). Средний размер домохозяйства — 2,35 человека, а семьи — 2,83 человека.
Возрастной состав города: 22,9 % в возрасте до 18 лет, 7,4 % с 18 до 24 лет, 25,3 % с 25 до 44 лет, 24,1 % с 45 до 64 лет и 20,1 % в возрасте 65 лет и старше. Средний возраст жителей составил 42 года. На каждые 100 женщин приходилось 94,3 мужчин. На каждые 100 женщин старше 18 лет приходилось 91,8 мужчин.

## Музеи и другие достопримечательности
В мае 2005 года историческое общество города Кокилл учредило музей, в котором хранятся инструменты, антиквариат, книги, фотографии и другие экспонаты.
В летние выходные местные волонтеры выступают в постановках «Театра опилок». Театр впервые открылся в 1966 году, но был уничтожен пожаром в 1994 году. Вновь театр заработал в 2000 году .
Старая ратуша, построенная в 1912 году, была отреставрирована её владельцами Неллой и Стивом Эбботами и преобразована в галерею, где представлены произведения искусства, созданные заключенными.